# Malte Billborg
Nils Malte Billborg, född 22 september 1908 i Malmö, död 23 februari 1987 i Trångsunds församling, var en svensk skulptör och målare.
Billborg studerade konst i Malmö, Köpenhamn och Stockholm. Hans konst består av porträtt, nakenstudier, landskap och sjöbodar som är realistiskt hållna samt smärre modellerade skulpturer. Billborg är begravd på Lomma kapellkyrkogård.